# Дятловский сельсовет
Дятловский сельсовет (белор. Дзятлаўскi сельсавет) — административная единица на территории Дятловского района Гродненской области Белоруссии. Административный центр — город Дятлово.

## История
Центром Дятловского сельского Совета депутатов трудящихся (с 7.10.1977 — Дятловский сельский Совет народных депутатов; с 15.3.1994 — Дятловский сельский Совет депутатов) была деревня Молдути; 22 мая 1973 года центр перенесён в г.п. Дятлово.
Административная подчинённость:
- в Дятловском районе
- с 25.12.1962 — в Слонимском районе
- с 6.1.1965 — в Дятловском районе[1].

Решением Гродненского областного Совета депутатов от 24.02.2022 № 391 «Об административно-территориальном устройстве Дятловского района Гродненской области» деревня Репище исключена из состава Дятловского сельсовета и включена в состав Вензовецкого сельсовета.

## Состав
Дятловский сельсовет включает 31 населённый пункт:
- Апалино-Басино — деревня
- Боровики — деревня
- Гирики — деревня
- Головли — деревня
- Венски — деревня
- Запашка — деревня
- Заполье — деревня
- Засетье — деревня
- Змеёвцы — деревня
- Каменка — деревня
- Курпеши — деревня
- Миклаши — деревня
- Молдути — деревня
- Москалёвцы — деревня
- Муляры — деревня
- Нарбутовичи — деревня
- Немковичи — деревня
- Новосёлки — деревня
- Норцевичи — деревня
- Пацевщина — деревня.
- Пенчицы — деревня.
- Плебановичи — деревня.
- Полубочки — деревня.
- Раклевичи — агрогородок.
- Савичи — деревня.
- Селивонки — деревня.
- Сиротовщина — деревня.
- Тарасовичи — деревня.
- Трухоновичи — деревня.
- Ходевляны — деревня.
- Ятвезь — деревня.